# Syringodermatales
Syringodermatales é uma ordem monotípica de macroalgas marinhas da classe Phaeophyceae (algas castanhas), cuja única família é Syringodermataceae. A família inclui apenas os géneros Microzonia e Syringoderma.